# Championnat de Russie féminin de football 2021
Navigation
Édition précédente Édition suivante
La saison 2021 du Championnat de Russie féminin de football est la trentième saison du championnat. Le CSKA Moscou, vainqueur de l'édition précédente, remet son titre en jeu. Cette saison le FK Rostov qui a pris la place de Donchanka en deuxième division, se renomme JFK Rostov et intègre le championnat. Le FK Rubin Kazan créé une section féminine qui débute en première division, ce qui porte le championnat à dix équipes.

## Organisation
Le championnat consiste en une poule de dix équipes où toutes les équipes se rencontrent trois fois. D'abord en match aller-retour, puis avec un match supplémentaire, le club recevant étant tiré au sort. Il y a donc 27 rencontres pour chaque équipe.

### Équipes participantes
| \| Moscou: · CSKA Moscou · Lokomotiv Moscou · Tchertanovo Moscou Moscou Zvezda Riazan VDV Zénith St-Pétersbourg FK Krasnodar JFK Rostov Rubin Kazan \| Localisation des clubs de Russie européenne engagés dans le championnat. |
| Moscou: · CSKA Moscou · Lokomotiv Moscou · Tchertanovo Moscou Moscou Zvezda Riazan VDV Zénith St-Pétersbourg FK Krasnodar JFK Rostov Rubin Kazan                                                                                |

| \| Ienisseï Krasnoïarsk \| Localisation du club de Russie asiatique engagé dans le championnat. |
| Ienisseï Krasnoïarsk                                                                            |

Ce tableau présente les dix équipes qualifiées pour disputer le championnat. 
Légende des couleurs
- Premier tour de qualification de la Ligue des champions féminine 2021-2022
- Promu de deuxième division

| Club                     | Classement 2020 | Stade                            | Capacité | Ville             |
| ------------------------ | --------------- | -------------------------------- | -------- | ----------------- |
| CSKA Moscou              | 1re             | Stade Oktyabr                    | 5 083    | Moscou            |
| Lokomotiv Moscou         | 2e              | Sapsan Arena                     | 10 000   | Moscou            |
| Zvezda 2005              | 3e              | Stade Zvezda                     | 17 000   | Perm              |
| Riazan VDV               | 4e              | Stade Spartak                    | 6 000    | Riazan            |
| Zénith Saint-Pétersbourg | 5e              | Smena Stadium                    | 3 000    | Saint-Pétersbourg |
| FK Krasnodar             | 6e              | Stade de l'académie de Krasnodar | 3 500    | Krasnodar         |
| Ienisseï Krasnoïarsk     | 7e              | Arena Ienisseï                   | 3 000    | Krasnoïarsk       |
| Tchertanovo Moscou       | 8e              | Arena Tchertanovo                | 490      | Moscou            |
| JFK Rostov               |                 | -                                | -        | Rostov            |
| Rubin Kazan              |                 | -                                | -        | Kazan             |

## Compétition
Le 2 mai 2022, l'UEFA annonce que les clubs russes sont exclus de ses compétitions interclubs 2022-2023 en raison de l'invasion de l'Ukraine par la Russie, entraînant un rééquilibrage de la liste d'accès, ; le Lokomotiv n'accède donc pas comme prévu au premier tour de qualification de la Ligue des champions féminine de l'UEFA 2022-2023.

### Classement
| Rang | Équipe                   | Pts | J  | G  | N | P  | Bp | Bc | Diff |
| ---- | ------------------------ | --- | -- | -- | - | -- | -- | -- | ---- |
| 1    | Lokomotiv Moscou C       | 70  | 27 | 23 | 1 | 3  | 76 | 8  | +68  |
| 2    | CSKA Moscou T            | 57  | 27 | 17 | 6 | 4  | 50 | 14 | +36  |
| 3    | Zénith Saint-Pétersbourg | 50  | 27 | 15 | 5 | 7  | 40 | 23 | +17  |
| 4    | Zvezda 2005              | 47  | 27 | 13 | 8 | 6  | 30 | 22 | +8   |
| 5    | JFK Rostov P             | 39  | 27 | 11 | 6 | 10 | 23 | 27 | -4   |
| 6    | Riazan VDV               | 35  | 27 | 10 | 5 | 12 | 32 | 26 | +6   |
| 7    | Ienisseï Krasnoïarsk     | 32  | 27 | 9  | 5 | 13 | 28 | 45 | -17  |
| 8    | Tchertanovo Moscou       | 30  | 27 | 8  | 6 | 13 | 21 | 32 | -11  |
| 9    | FK Krasnodar             | 17  | 27 | 5  | 2 | 20 | 20 | 55 | -35  |
| 10   | Rubin Kazan P            | 6   | 27 | 2  | 0 | 25 | 8  | 76 | -68  |

| Légende : Qualifications et relégations | Légende : Qualifications et relégations                                |
| --------------------------------------- | ---------------------------------------------------------------------- |
|                                         | T : Tenant du titre P : Promu C : Vainqueur de la Coupe de Russie 2021 |

### Matchs
| Résultats (▼dom., ►ext.)                                   | IEN | ZVE | ZEN | KRA | LOK | ROS | RUB | RIA | CSKA | TCH | IEN | ZVE | ZEN | KRA | LOK | ROS | RUB | RIA | CSKA | TCH |
| Ienisseï Krasnoïarsk                                       |     | 0-0 | 2-2 | 3-0 | 0-7 | 1-2 | 4-0 | 1-0 | 1-0  | 1-1 |     | 0-1 |     |     | 1-0 | 0-2 |     |     |      | 0-2 |
| Zvezda 2005                                                | 2-1 |     | 0-1 | 2-1 | 0-0 | 1-0 | 4-0 | 1-0 | 0-3  | 1-2 |     |     | 1-1 |     | 1-0 | 1-1 | 4-0 |     |      | 1-1 |
| Zénith Saint-Pétersbourg                                   | 3-0 | 1-2 |     | 2-1 | 0-1 | 3-0 | 3-0 | 2-1 | 1-1  | 1-1 | 2-0 |     |     | 3-1 |     |     |     | 0-3 | 0-0  |     |
| FK Krasnodar                                               | 1-0 | 0-0 | 0-4 |     | 0-3 | 0-1 | 0-3 | 1-0 | 0-4  | 1-1 | 2-3 | 0-1 |     |     | 0-3 | 0-3 |     |     |      | 2-0 |
| Lokomotiv Moscou                                           | 8-0 | 3-0 | 2-0 | 3-0 |     | 4-2 | 9-0 | 3-0 | 2-0  | 5-0 |     |     | 3-1 |     |     | 1-0 | 4-0 | 3-0 |      |     |
| JFK Rostov                                                 | 0-0 | 1-1 | 0-1 | 2-1 | 0-4 |     | 1-0 | 1-1 | 0-0  | 0-0 |     |     | 1-0 |     |     |     | 1-0 | 0-2 | 0-1  |     |
| Rubin Kazan                                                | 0-4 | 0-1 | 0-2 | 1-3 | 0-3 | 0-2 |     | 0-1 | 0-4  | 1-0 | 1-2 |     | 0-2 | 1-2 |     |     |     | 1-5 | 0-3  |     |
| Riazan VDV                                                 | 2-1 | 0-1 | 0-1 | 3-1 | 1-2 | 4-1 | 2-0 |     | 0-1  | 2-0 | 0-0 | 0-1 |     | 2-0 |     |     |     |     | 1-1  |     |
| CSKA Moscou                                                | 3-0 | 1-1 | 2-0 | 4-2 | 0-1 | 1-0 | 7-0 | 1-1 |      | 1-0 | 2-0 | 3-1 |     | 2-1 | 2-0 |     |     |     |      | 2-0 |
| Tchertanovo Moscou                                         | 2-3 | 2-1 | 1-3 | 1-0 | 0-1 | 0-1 | 2-0 | 0-0 | 2-1  |     |     |     | 0-1 |     | 0-1 | 0-1 | 1-0 | 2-1 |      |     |
| - Victoire à domicile - Match nul - Victoire à l'extérieur |     |     |     |     |     |     |     |     |      |     |     |     |     |     |     |     |     |     |      |     |

## Statistiques individuelles

### Meilleures buteuses
| Rg | Joueuse                      | Club                 | Buts |
| -- | ---------------------------- | -------------------- | ---- |
| 1. | Nelli Korovkina (en)         | Lokomotiv Moscou     | 20   |
| 2. | Olesya Kurochkina (en)       | Zvezda 2005          | 10   |
| 2. | Valentina Zhukova (en)       | Ienisseï Krasnoïarsk | 10   |
| 4. | Alena Ruzina                 | Lokomotiv Moscou     | 9    |
| 4. | Yana Sheina (en)             | Lokomotiv Moscou     | 9    |
| 6. | Margarita Chernomyrdina (en) | CSKA Moscou          | 8    |
| 6. | Gabrielle Onguéné            | CSKA Moscou          | 8    |
| 8. | Ksenia Alpatova              | Riazan VDV           | 7    |
| 8. | Polina Organova              | FK Krasnodar         | 7    |
| 8. | Nadezhda Smirnova            | CSKA Moscou          | 7    |

Source.

### Meilleures passeuses
| Rg | Joueuse                    | Club                     | Passes |
| -- | -------------------------- | ------------------------ | ------ |
| 1. | Nadezhda Smirnova          | CSKA Moscou              | 12     |
| 2. | Marina Fedorova (en)       | Lokomotiv Moscou         | 10     |
| 3. | Nelli Korovkina (en)       | Lokomotiv Moscou         | 8      |
| 4. | Anna Peskova               | JFK Rostov               | 7      |
| 4. | Ksenia Shakhova            | Riazan VDV               | 7      |
| 4. | Lina Yakupova (en)         | Zénith Saint-Pétersbourg | 7      |
| 7. | Tatiana Ananyeva           | Ienisseï Krasnoïarsk     | 6      |
| 7. | Ekaterina Pantyukhina (en) | Zénith Saint-Pétersbourg | 6      |
| 7. | Alena Ruzina               | Lokomotiv Moscou         | 6      |
| 7. | Yana Sheina (en)           | Lokomotiv Moscou         | 6      |

Source.

## Bilan de la saison
| Championnat de Russie féminin de football 2021        |                              |
| Champion                                              | Lokomotiv Moscou (1er titre) |
| Dauphin                                               | CSKA Moscou                  |
| Coupes et trophées                                    |                              |
| Vainqueur de la Coupe de Russie 2021                  | Lokomotiv Moscou             |
| Promotions et relégations                             |                              |
| Promus en Championnat de Russie féminin de football   | Aucun                        |
| Relégués en Championnat de Russie féminin de football | Aucun                        |